# ميشيل كوري
ميشيل كوري هي متزلجة فنية كندية، ولدت في 9 فبراير 1980 في فانكوفر في كندا.

## وصلات خارجية
- ميشيل كوري على موقع الاتحاد الدولي للتزلج (الإنجليزية)